# Buccochromis heterotaenia
Espèce
Statut de conservation UICN

 LC  : Préoccupation mineure
Buccochromis heterotaenia (anciennement Haplochromis heterotaenia) est une espèce de poissons de la famille des Cichlidés endémique du lac Malawi en Afrique.

## Référence
Trewavas : A Synopsis of the Cichlid Fishes of Lake Nyasa. Annals and Magazine of Natural History 10 pp 65–118.